# Catedral de la Inmaculada Concepción (Concepción de La Vega)
La catedral de la Inmaculada Concepción es una edificación religiosa de la Iglesia Católica ubicada en la ciudad de La Vega, en República Dominicana. Es la Catedral de la Diócesis de La Vega y uno de los santuarios más importantes de la República Dominicana.

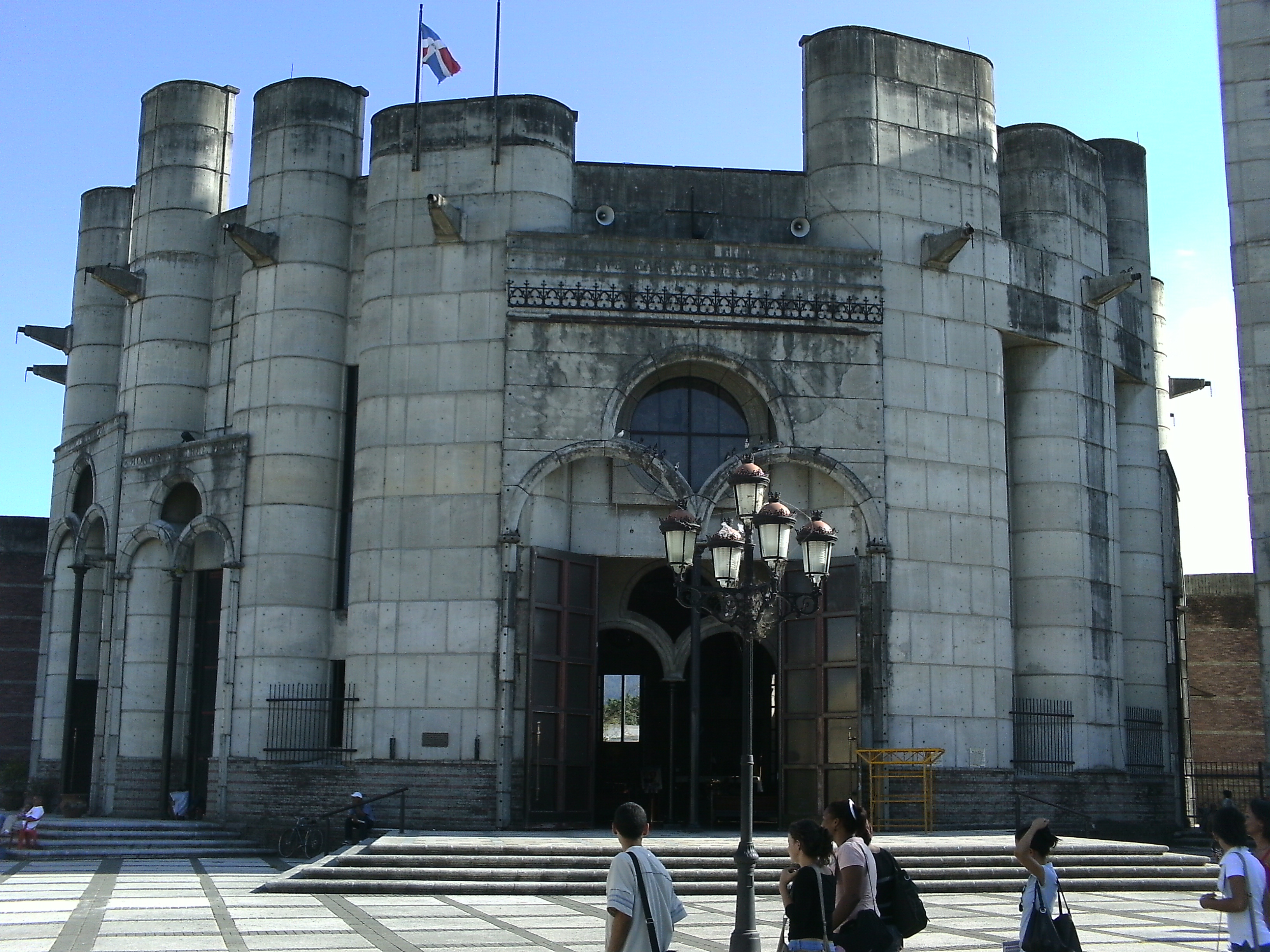
Vista de la Catedral

El diseño de la catedral, ubicada frente al parque central de esta ciudad, correspondió al arquitecto dominicano Pedro Mena Lajara y fue inaugurada el 22 de febrero de 1992, por el presidente Joaquín Balaguer, quien entregó las llaves al Obispo Mons. Juan Antonio Flores. Desde sus inicios, este monumento religioso se convirtió en un lugar de preferencia tanto para feligreses y devotos de la Virgen María, como de turistas nacionales y extranjeros.